# مسابقات قهرمانی تکواندو جهان ۱۹۸۲
مسابقات قهرمانی تکواندو جهان ۱۹۸۲ پنجمین دورهٔ مسابقات قهرمانی تکواندو جهان می‌باشد که از ۲۴ تا ۲۷ فوریه در گوایاکیول، اکوادور با شرکت ۲۲۹ ورزشکار از ۳۵ کشور برگزار گردید.

## خلاصه مدال‌ها
| رویداد | طلا                         | نقره                            | برنز                                  |
| ------ | --------------------------- | ------------------------------- | ------------------------------------- |
| ۴۸– ک‌گ | José Cedeño · اکوادور       | César Rodríguez · مکزیک         | Dae Sung Lee · ایالات متحده آمریکا    |
| ۴۸– ک‌گ | José Cedeño · اکوادور       | César Rodríguez · مکزیک         | Emilio Azofra · اسپانیا               |
| ۵۲– ک‌گ | Jeon Woong-hwan · کرهٔ جنوبی | Su Chen-chia · تایوان           | Turgay Ertuğrul · آلمان غربی          |
| ۵۲– ک‌گ | Jeon Woong-hwan · کرهٔ جنوبی | Su Chen-chia · تایوان           | Fernando Celada · مکزیک               |
| ۵۶– ک‌گ | Kim Yong-ki · کرهٔ جنوبی     | Jesús Benito · اسپانیا          | Jimmy de Fretes · هلند                |
| ۵۶– ک‌گ | Kim Yong-ki · کرهٔ جنوبی     | Jesús Benito · اسپانیا          | Chung Sik Choi · ایالات متحده آمریکا  |
| ۶۰– ک‌گ | Jang Myeong-sam · کرهٔ جنوبی | Ignacio Blanco · مکزیک          | Raffaele Marchione · ایتالیا          |
| ۶۰– ک‌گ | Jang Myeong-sam · کرهٔ جنوبی | Ignacio Blanco · مکزیک          | Kao Ming-lu · تایوان                  |
| ۶۴– ک‌گ | Park Oh-sung · کرهٔ جنوبی    | Juan Rosales · اسپانیا          | Alfonso Qahhaar · ایالات متحده آمریکا |
| ۶۴– ک‌گ | Park Oh-sung · کرهٔ جنوبی    | Juan Rosales · اسپانیا          | Philippe Bouedo · فرانسه              |
| ۶۸– ک‌گ | Park Cheon-jae · کرهٔ جنوبی  | Óscar Mendiola · مکزیک          | José Alonso · اسپانیا                 |
| ۶۸– ک‌گ | Park Cheon-jae · کرهٔ جنوبی  | Óscar Mendiola · مکزیک          | Lindsay Lawrence · بریتانیای کبیر     |
| ۷۳– ک‌گ | Jeong Kook-hyun · کرهٔ جنوبی | Duvan Cangá · اکوادور           | Francisco Garrido · اسپانیا           |
| ۷۳– ک‌گ | Jeong Kook-hyun · کرهٔ جنوبی | Duvan Cangá · اکوادور           | Helmut Gärtner · آلمان غربی           |
| ۷۸– ک‌گ | Kim Sang-chun · کرهٔ جنوبی   | Rashid Hassan · بحرین           | Javier Mayen · مکزیک                  |
| ۷۸– ک‌گ | Kim Sang-chun · کرهٔ جنوبی   | Rashid Hassan · بحرین           | Earl Taylor · ایالات متحده آمریکا     |
| ۸۴– ک‌گ | Ha Yong-seong · کرهٔ جنوبی   | Medhat Mansy Fahim · مصر        | Oude Luttikhuis · هلند                |
| ۸۴– ک‌گ | Ha Yong-seong · کرهٔ جنوبی   | Medhat Mansy Fahim · مصر        | Ireno Fargas · اسپانیا                |
| ۸۴+ ک‌گ | Dirk Jung · آلمان غربی      | Kim Royce · ایالات متحده آمریکا | Rafael Devesa · اسپانیا               |
| ۸۴+ ک‌گ | Dirk Jung · آلمان غربی      | Kim Royce · ایالات متحده آمریکا | Dario Scalella · ایتالیا              |

## جدول مدال‌ها
| رتبه            | کشور                | طلا | نقره | برنز | مجموع |
| --------------- | ------------------- | --- | ---- | ---- | ----- |
| ۱               | کرهٔ جنوبی           | ۸   | ۰    | ۰    | ۸     |
| ۲               | اکوادور             | ۱   | ۱    | ۰    | ۲     |
| ۳               | آلمان غربی          | ۱   | ۰    | ۲    | ۳     |
| ۴               | مکزیک               | ۰   | ۳    | ۲    | ۵     |
| ۵               | اسپانیا             | ۰   | ۲    | ۵    | ۷     |
| ۶               | ایالات متحده آمریکا | ۰   | ۱    | ۴    | ۵     |
| ۷               | تایوان              | ۰   | ۱    | ۱    | ۲     |
| ۸               | بحرین               | ۰   | ۱    | ۰    | ۱     |
| ۸               | مصر                 | ۰   | ۱    | ۰    | ۱     |
| ۱۰              | ایتالیا             | ۰   | ۰    | ۲    | ۲     |
| ۱۰              | هلند                | ۰   | ۰    | ۲    | ۲     |
| ۱۲              | بریتانیای کبیر      | ۰   | ۰    | ۱    | ۱     |
| ۱۲              | فرانسه              | ۰   | ۰    | ۱    | ۱     |
| مجموع (۱۳ کشور) | مجموع (۱۳ کشور)     | ۱۰  | ۱۰   | ۲۰   | ۴۰    |